# Jurij Kunakov
Jurij Aleksandrovitj Kunakov (ryska: Юpий Aлeкcaндpoвич Кунaков, född 19 februari 1990 i Voronezj, dåvarande Sovjetunionen) är en rysk simhoppare.